# Sachin
Sachin település Franciaországban, Pas-de-Calais megyében. Lakosainak száma 320 fő (2022. január 1.). Sachin Bailleul-lès-Pernes, Aumerval, Fiefs, Nédon, Pernes, Pressy és Sains-lès-Pernes községekkel határos.

## Népesség
A település népessége az elmúlt években az alábbi módon változott:
| Lakosok száma | 321  | 343  | 349  | 345  | 338  | 330  | 323  | 319  | 320  |
|               | 2013 | 2015 | 2016 | 2017 | 2018 | 2019 | 2020 | 2021 | 2022 |